# 역느낌표
역느낌표(逆느낌標)는 스페인어 등에서 쓰이는 문장 부호이다. 스페인어에 느낌표와 같이 사용하여 감탄문을 나타내며, 문장의 처음이나, 중간에 사용된다.
의문문에 감탄이나 놀라움이 추가될 경우 앞에는 ¡¿ , 뒷부분에는 !?를 단다. 스페인 젊은 세대들은 컴퓨터에 ¡, ¿를 표기하기가 어려워서 !, ?를 자주 쓴다고 한다. 알파벳 i와 햇갈리지 않도록 주의한다. 영어로는'opposite exclamation mark'라고도 한다.

## 예
- ¡Hala madrid! -> 마드리드 만세!
- ¡Aúpa atléti!-> 아틀레티 화이팅(aúpa는 그대로 해석하면 '위로!'라는 뜻이지만 의역하여 화이팅)

## 같이 보기
- 역물음표 (¿)
- 물음표